# Sebrae São Paulo
O Serviço de Apoio às Micro e Pequenas Empresas em São Paulo (Sebrae-SP) faz parte de um sistema criado em 1972 com o nome Centro Brasileiro de Apoio à Pequena e Média Empresa (Cebrae), vinculado ao governo federal. A partir de 1990, a entidade transformou-se num serviço social autônomo, denominado Serviço Brasileiro de Apoio às Micro e Pequenas Empresas (Sebrae). Formalmente, trata-se de uma entidade civil sem fins econômicos, criada pela Lei nº 8.029, de 12 de abril de 1990, regulamentada pelo Decreto nº 99.570, de 9 de outubro de 1990, posteriormente, alterada pela Lei nº 8.154, de 28 de dezembro de 1990.

## Organização do Sebrae-SP
O Sebrae-SP é uma entidade que tem em seu conselho administrativo representantes da iniciativa privada e do setor público. Essa composição visa sintonizar as ações que buscam estimular e promover as empresas de micro e pequeno porte com as políticas de desenvolvimento econômico e social. Constitui-se portanto, numa instituição que prepara os micro e pequenos empresários para obterem as condições necessárias para crescer e acompanhar o ritmo de uma economia competitiva.

### Equipe
A equipe do Sebrae-SP é formada pela sua Diretoria e Conselho Deliberativo e centenas de colaboradores dedicados ao trabalho de estimular e promover o desenvolvimento das micro e pequenas empresas do Estado de São Paulo.
Para o período de 2023 a 2026, o Conselho Deliberativo tem como Presidente o Doutor Manuel Henrique Farias Ramos. A Diretoria tem na sua composição o Diretor-Superintendente Nelson Hervey Costa; o Diretor Técnico Marco Vinholi, e o Diretor de Administração e Finanças Reinaldo Pedro Correa.   
A Diretoria é responsável pela gestão administrativa e técnica do Sebrae-SP. Os diretores são eleitos pelo Conselho Deliberativo Estadual para um mandato de quatro anos consecutivos.
Conselho Fiscal: O Conselho Fiscal é o órgão de assessoria do Conselho Diretivo Estadual para os assuntos de gestão contábil, patrimonial e financeira.
Toda a atuação da entidade é focada na busca do aumento da competitividade da micro e pequena empresa. Isso significa levar aos negócios de menor porte os benefícios da gestão empresarial, por meio do acesso à informação, à tecnologia e às metodologias gerenciais, de produção, qualidade e comercialização, entre outras. Ao lado de ações de apoio ao empreendedorismo, formação de Incubadoras de empresas, arranjos produtivos locais, desenvolvimento tecnológico, do turismo, do artesanato, da agricultura entre outros, o Sebrae-SP realiza diariamente consultorias, palestras e cursos.
Oos empreendedores encontram no Sebrae-SP soluções para qualificação nos mais variados aspectos que envolvem um negócio. Dessa forma, o grande desafio do Sebrae-SP, assim como de todo o sistema, é agir para difundir a cultura empreendedora e fortalecer as micro e pequenas empresas, contribuindo para o Desenvolvimento econômico e social do País.

## Atuação
O portfólio do Sebrae-SP (Vitrine de cursos - https://digital.sebraesp.com.br/) está segmentado em cinco públicos: potencial empresário (e empreendedor do futuro), microempresa, empresa de pequeno porte e produtor rural. Para cada produto do portfólio existe um público-alvo prioritário, com o objetivo de melhor direcionar a oferta dos serviços adequadamente para o cliente. Esta segmentação é replicada nos canais de comunicação do Sebrae-SP, como portal, agendas dos ERs e Central de Atendimento.
A individualidade de cada negócio também é considerada pelo Sebrae-SP, que oferece diagnóstico personalizado feito pelos analistas de atendimento, preparados para oferecer o produto mais indicado para cada caso.
Todos os produtos e serviços da carteira do Sebrae-SP estão classificados em dez áreas de conhecimento da administração de empresas: administração, associativismo e cooperativismo, comércio exterior, empreendedorismo, finanças, gestão de pessoas, inovação e tecnologia, legislação, marketing e planejamento.
Os formatos dos produtos e serviços do portfólio do Sebrae-SP são: palestras, oficinas, cursos (presenciais e remotos), metodologias, consultorias, programas, promoção de negócios, multimídias e publicações.

### Rede de Atendimento
O Sebrae-SP atende presencialmente os 645 municípios do Estado por meio de uma rede (Agenda - https://agenda.sebraesp.com.br/) formada por 33 Escritórios Regionais e mais de 600 unidades de Sebrae Aqui, postos montados em parceria com a administração pública  em prefeituras ou associações de diversos segmentos. O Sebrae-SP também oferece atendimento aos clientes de forma remota 24 horas por dia, sete dias por semana (telefone 0800 570 0800).

### Ensino a distância
Os  produtos remotos do Sebrae-SP foram desenvolvidos para oferecer aos empreendedores e empresários de MPEs uma alternativa de capacitação compatível com a expansão do acesso deste público às tecnologias de comunicação e informação. Utilizando, principalmente, a internet, o portfólio remoto engloba, atualmente, um conjunto de 41 Cursos a Distância (EAD), 20 Quizz (testes para autoavaliação de conhecimento e para sensibilização sobre temas de gestão empresarial), 20 E-books e uma infinidade de vídeos educacionais (palestras, minivídeos, vídeos-cases etc) que abordam pílulas de conteúdos importantes para o dia a dia de gestão em empresas de pequeno porte.
Com esta estrutura de capacitação a distância, o Sebrae-SP pode atender empreendedores que não têm tempo de se deslocar até uma sala de aula e que desejam um formato de aprendizagem possível de ser adaptado ao seu estilo pessoal (estuda conforme seu ritmo), que atenda à sua disponibilidade de tempo (disponíveis 24 horas por dia)  e que seja adequado à realidade de sua atuação frente à empresa. Oferece, ainda, conteúdos atualizados, dinâmicos e ricos em casos de empresariais estimulam os empreendedores a melhorarem a gestão do seu negócio.

### Cultura empreendedora
Para desenvolver o empreendedor, o Sebrae-SP fomenta a cultura no ensino formal por meio do Programa Nacional de Educação Empreendedora, da Escola de Negócios do Sebrae-SP Alencar Burti e da Faculdade Sebrae. O programa tem parcerias com instituições de ensino públicas e privadas, prefeituras e secretarias de ensino.
No Programa de Educação Empreendedora para o ensino superior, destacam-se as parcerias com Unifesp, Unesp, Unifio, Funepe, Senai e CPS para aplicação de palestras, cursos e mentorias de empreendedorismo e gestão para alunos e professores.
A Faculdade Sebrae atua em âmbito presencial e no modelo virtual, eliminando a limitação de distâncias físicas e tornando-se assim nacional, com cursos de graduação e MBA via EAD. 

### Feira do Empreendedor
O Sebrae-SP é responsável pela Feira do Empreendedor, a maior do mundo em empreendedorismo. Realizada anualmente, reúne em um evento presencial soluções do Sebrae-SP, expositores dos mais diversos ramos e oportunidades de negócios. 

### Ambiente empreendedor
O incentivo às compras públicas de pequenas empresas fé outra frentes de atuação do Sebrae-SP. O objetivo é dar segurança jurídica prevista em lei aos gestores públicos possibilitando o tratamento diferenciado nesses processos às micro e pequenas empresas. Além disso, o Sebrae-SP trabalha, em parceria com gestores públicos, por políticas que promovam a melhoria do ambiente de negócios para as MPEs.  